# Cornus alba
Cornus alba és un arbust gran o un arbre petit. Ès una espècie de planta amb flors de la família de les cornàcies, originària de Sibèria, el nord de la Xina i Corea. És un gran arbust caducifoli que es pot cultivar com un petit arbre. Com a ornament popular utilitzat en paisatgisme, les seves característiques notables inclouen les tiges vermelles a la tardor (tardor) fins a finals d'hivern, escorça brillant d'hivern; i el fullatge abigarrat d'alguns cultivars, com C. alba 'Elegantissima'. C. alba pot arribar a fer 3 m d'alçada, però les formes variades són menys vigoroses. Per a l'escorça d'hivern més brillant, es fomenten els brots joves tallant a terra algunes tiges més velles al final de l'hivern, abans que les fulles estiguin obertes. Els fruits ovals són blancs, de vegades tenyits de blau.
La planta és extremadament resistent, a la zona USDA 3 - -40 °C 
L'epítet específic llatí alba significa "blanc".